# Diana, prinsessa av Wales
Diana, prinsessa av Wales, Diana Frances, född Spencer den 1 juli 1961 i Park House, Sandringham, Norfolk, död 31 augusti 1997 i Paris, var första hustru till Charles III. De gifte sig den 29 juli 1981 i Sankt Pauls-katedralen i London (skilda den 28 augusti 1996). Hon är mor till prins William och prins Harry.
Diana var ättling till flera engelska regenter såsom Karl I, Karl II och Jakob II. Hennes far var Edward John Spencer, 8:e earl Spencer (1924–1992) och hennes mor var Frances Ruth Roche (senare gift Frances Shand Kydd; 1936–2004). Diana växte upp på släktgodset Althorp House i Northamptonshire i England. Som prinsessa av Wales väckte Diana mycket stor medial uppmärksamhet och hon blev snabbt en stilikon. Den uppslitande skilsmässan kom att skildras ingående av media vilket väckte etiska frågor om mediabevakningen av offentliga personer. Diana var beskyddare av flera välgörenhetsorganisationer och har ihågkommits bland annat för sitt engagemang för aidssjuka och mot landminor.

## Biografi

### Barndom och uppväxt
Diana var yngsta dotter till John Spencer, 8:e earl Spencer och hans hustru Frances, född Burke Roche. Diana var därmed ättling till flera engelska regenter såsom Karl I, Karl II och Jakob II. Hon föddes i Park House, Sandringham, Norfolk, England den 1 juli 1961, och döptes den 30 augusti 1961 i St. Mary Magdalene av biskopen av Norwich. Hon var föräldrarnas fjärde barn. Hennes äldre systrar Sarah och Jane hade fötts 1955 respektive 1957, och hon hade även haft en äldre bror som föddes och dog år 1960. Den nuvarande Earl Spencer, Dianas yngre bror Charles, föddes tre år efter henne den 20 maj 1964.
Efter föräldrarnas skilsmässa 1969, som var en följd av lady Althorps utomäktenskapliga affär med Peter Shand Kydd, arvinge till en större tapetindustri, tog Dianas mor med henne och den yngre brodern Charles till London, där de bosatte sig i en våning i Knightsbridge. På julen återvände barnen till Norfolk med sin mor och lord Althorp vägrade sedan att låta dem återvända till London. Istället ansökte han om ensam vårdnad om barnen. När Frances egen mor vittnat mot henne i vårdnadsrättegången beslutade domstolen att tillerkänna Dianas far ensam vårdnad om barnen. Den 14 juli 1976 gifte lord Althorp om sig med Raine, grevinna av Dartmouth, som var enda dotter till den berömda författarinnan Barbara Cartland. Under denna period bodde Diana ömsom hos sin far, ömsom hos sin mor. Hennes far ärvde titeln earl Spencer och familjesätet Althorp den 9 juni 1975, och hennes mor flyttade till Skottland. I likhet med sina övriga syskon kom Diana inte överens med sin styvmor.

### Utbildning
Diana gick i ett flertal skolor under motsvarigheten till grundskoletiden; bland annat Silfield School, Kings Lynn, Riddlesworth Hall i Norfolk, och West Heath Girls' School i Sevenoaks, Kent. Hon ansågs vara en svag elev. Hon misslyckades två gånger med att klara sin grundskoleexamen O-levels. Dock hade hon fått motta pris för sitt engagemang i lokal välgörenhet. År 1977, när hon var 16 år, lämnade Diana West Heath och var istället en tid elev vid Institut Alpin Videmanette, en skola på gymnasienivå i Schweiz. Det var vid denna tid hon för första gången träffade sin blivande man som hade ett kort förhållande med Dianas äldre syster, lady Sarah. Diana var en mycket duktig simmare och drömde om att bli ballerina. Hon tog balettlektioner, men blev sedan med sina 178 cm alldeles för lång för att kunna bli yrkesdansare.
Diana flyttade till London strax innan hon fyllde 17 år. Hon slog sig ner i moderns lägenhet, som var ledig då Frances tillbringade det mesta av året i Skottland. När hon fyllde 18 år fick hon en egen lägenhet i Kensington i födelsedagspresent. Till år 1981 bodde hon sedan där tillsammans med tre väninnor.
I London gick hon en kurs i gourmetmatlagning, men någon duktig kock blev hon aldrig. Hon arbetade som barndansledare, men var tvungen att sluta med detta då en skidolycka gjorde att hon var tvungen att vara borta från arbetet i tre månader. Hon fick sedan jobb som assistent på en förskola samtidigt som hon jobbade extra som städerska åt sin syster Sarah och några andra personer i familjens bekantskapskrets, och på kvällarna hände det att hon tog jobb som fest- och konferensvärdinna.

### Förhållandet med prinsen av Wales

Prins Charles och prinsessan av Wales, Nancy Reagan och USA:s president Ronald Reagan i november 1985.

Det hade ofta spekulerats kring prins Charles kärleksliv i den engelska pressen. Han hade kopplats samman med flera berömda, glamorösa kvinnor, till exempel Dianas äldre syster Sarah och den blivande hertiginnan av Cornwall, Camilla Shand. När han var i trettioårsåldern var pressen stor på honom att stadga sig och få en arvinge. För att allmänheten, drottning Elizabeth II och parlamentet skulle godkänna hans blivande brud gällde det att hitta någon som var medlem i engelska kyrkan.
Prins Charles hade känt Diana i många år genom sin familj. Dianas pappa hade tidigare varit en av drottningens närmaste män och Dianas mormor, lady Ruth Fermoy, var mycket god vän till drottningmodern. Det var först sommaren 1980 han började visa något intresse för henne under en helg då de båda var gäster hos gemensamma bekanta och Diana kom senare och tittade på när han spelade hästpolo på Guards Polo Club i Windsor. Han bjöd med henne på en seglingstur en annan helg, och förhållandet utvecklades. Hon bjöds sedan in till Balmoral Castle där hon presenterades för hans familj och det var även där som kändisfotografer för första gången såg paret ihop. Efter att paret fortsatt att umgås i London bjöd Charles in Diana till Windsor Castle där han friade till henne den 6 februari 1981, och Diana svarade ja. Förlovningen hölls dock hemlig ytterligare några veckor, men den offentliggjordes den 24 februari 1981 från Buckingham Palace.

### Förlovning och bröllop
Parets förlovning eklaterades den 24 februari 1981, efter att Diana fått välja sig en förlovningsring med 14 diamanter till ett värde av 30 000 pund. Ringen var mycket lik hennes mors förlovningsring.
Precis fyllda 20 år blev Diana prinsessa av Wales när hon gifte sig med Charles den 29 juli 1981 i Sankt Paulskatedralen. Westminster Abbey, som vanligtvis använts för kungliga bröllop, hade valts bort då den har betydligt färre sittplatser. "Sagobröllopet" hade en global tv-publik på över 750 miljoner tittare. När de skulle avlägga löftena råkade Diana kasta om Charles namn så att hon felaktigt sa Philip Charles Arthur George, vilket är Charles pappas, prins Philips namn. Hon hade även ur löftena uteslutit ordet lyda, vilket orsakade en hel del uppståndelse. Ceremonin inleddes klockan 11.20, och Diana bar en klänning med ett drygt 7,62 meter långt släp, som värderats till 9 000 pund.

### Barn

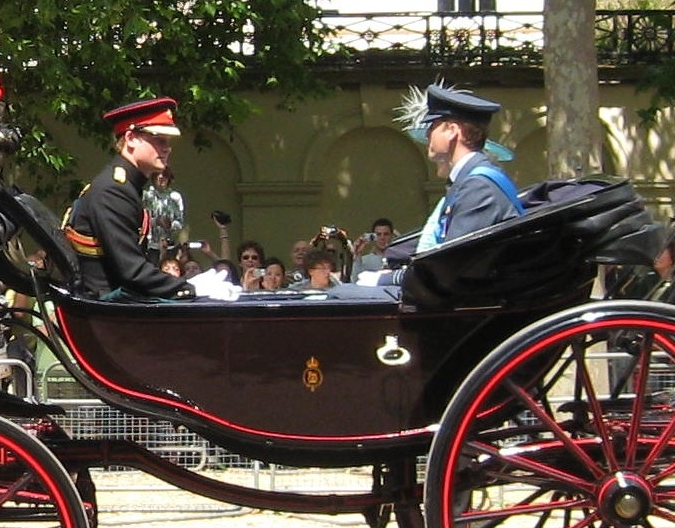
Dianas och Charles söner, William och Harry.

Den 5 november 1981 offentliggjordes det att prinsessan Diana var gravid, ett faktum som prinsessan även frispråkigt diskuterade med pressen. Den 21 juni 1982 födde Diana sitt första barn, sonen och tronarvingen prins William. När hon sedan beslutade sig för att ta med William på sitt första längre statsbesök i Australien och Nya Zeeland väckte detta sensation i pressen, men den breda allmänheten såg positivt på att hon inte ville vara skild från sin son. Diana talade senare om att hon uppmuntrats i detta beslut av den australiensiska premiärministern.
Drygt två år senare föddes parets andra son, Harry, den 15 september 1984.
Även om Diana redan under sin livstid ofta kritiserades för sitt val av arbetsuppgifter, sitt förhållande till pressen och sin lättillgängliga attityd såväl som för hur hon betedde sig mot sin man och hans familj, har det alltid påpekats att Diana var en tillgiven och god mor som alltid överöste sina barn med kärlek och omsorg. Diana tillät väldigt lite inblandning från resten av familjen när det gällde pojkarna, hon valde deras namn, motsatte sig familjetraditionen att omskära pojkar, hon avskedade en nanny som drottningen utsett, men som hon själv inte litade på, och hon valde även vilka skolor de skulle gå i. Ofta körde hon dem själv till skolan på morgnarna när tiden så tillät. Hon lät även forma sitt eget arbetsschema efter deras behov.

### Välgörenhet
Under andra hälften av 1980-talet utökade prinsessan av Wales sitt engagemang i olika välgörenhetsorganisationer. Detta var en förväntad del av hennes roll som prinsessa, hon hade till exempel alltid besökt sjukhus och skolor. Diana kom dock att utveckla ett intresse för områden som inte traditionellt betraktats som lämpliga för en kunglighet, till exempel svåra sjukdomar som spetälska och aids. Dessutom ställde hon upp för organisationer som försökte förbättra de hemlösas och drogmissbrukares situation. Från år 1989 stödde hon Great Ormond Street Hospital for Children.
Mest berömt blev Dianas engagemang i organisationen International Campaign to Ban Landmines, där man drev en kampanj mot landminor som kom att leda till att organisationen belönades med ett nobelpris 1997. Då detta kom snart efter prinsessans död, såg många priset som en postum hyllning till hennes insatser.

### Äktenskapsproblem

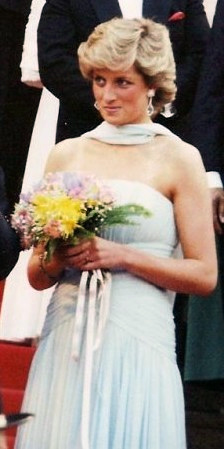
Diana på filmfestivalen i Cannes 1987.

De första åren på 1990-talet började Charles och Dianas äktenskap att knaka. Först hölls detta hemligt, men osämjan mellan de båda kom snart att bli offentlig. Både prinsen och prinsessan av Wales kommunicerade med media genom vänner, och de skyllde båda äktenskapets misslyckande på varandra. Charles återupptog sin gamla förbindelse med Camilla Shand som hade gift sig och nu hette Camilla Parker-Bowles. Diana hävdade att Charles inledde en affär med Camilla redan år 1984, bara tre år efter bröllopet med Diana, medan Charles senare har erkänt att affären inleddes år 1986. När Diana i en intervju för programmet Panorama av BBC fick frågan vilken roll Camilla hade spelat för prinsparets misslyckade äktenskap svarade Diana att Vi var tre stycken i det här äktenskapet, så det var lite trångt.
I Panorama-intervjun, som sändes den 20 november 1995, erkände Diana också att hon hade haft en affär med sin ridlärare, James Hewitt. Charles hade erkänt sin affär över ett år tidigare i en tv-sänd intervju av Jonathan Dimbleby.
Uttalandet att prinsen och prinsessan av Wales separerade tillkännagavs 9 december 1992 av Storbritanniens premiärminister John Major i underhuset. Även om affären med Hewitt var den av Dianas utomäktenskapliga relationer som varade längst, hade Diana även andra förhållanden efter att det tog slut med Hewitt i samband med att han kommenderades till Tyskland. Vissa källor har menat, trots att Diana alltid hävdade motsatsen, att Diana också före affären med Hewitt hade relationer, bland annat med en av sina livvakter som senare omkom i en motorcykelolycka.
Även om Diana skyllde de stora problemen i sitt äktenskap huvudsakligen på Camilla så kom hon även att tro att prins Charles hade ytterligare kvinnoaffärer. I oktober 1993 skrev Diana till en vän att hon trodde att Charles var kär i en annan kvinna vid namn Tiggy Legge-Bourke, och att han ville gifta om sig med henne. Legge-Bourke hade anställts av prins Charles för att hjälpa till med sönerna när de vistades hos honom, och Diana var mycket negativt inställd till Legge-Bourkes relation till prinsarna. Den 3 december 1993 tillkännagav Diana att hon drog sig tillbaka från offentligheten.
I december 2007 framkom uppgifter om att Diana hyste misstankar om att prins Charles ville skada henne, bland annat hade hon i ett brev till en vän skrivit att hon trodde att Charles ville skaffa henne ur vägen.

### Skilsmässa
I december 1995 bad drottningen Charles och Diana brevledes att de skulle komma överens om skilsmässa. Detta var en direkt följd av intervjun Diana givit i programmet Panorama. Precis innan hade Diana öppet hävdat att Tiggy Legge-Bourke hade varit med barn med Charles, men genomgått en abort, på vilket Legge-Bourke hade svarat med att kräva en offentlig ursäkt. Händelsen ledde till att Dianas privatsekreterare avgick.
Den 20 december offentliggjorde Buckingham Palace att drottningen hade skickat breven angående en skilsmässa till Diana och Charles. Premiärministern och medlemmarna av drottningens Privy Council lät förklara att de stödde åtgärden. Prins Charles förklarade sig omedelbart vara positiv till en skilsmässa. I februari lät Diana meddela att hon gick med på skilsmässan, och hon lyckades även irritera hovet genom att gå ut med ett eget pressmeddelande där hon redogjorde för detta.
Skilsmässan vann laga kraft den 28 augusti 1996.
Diana erhöll ett belopp om 17 miljoner pund mot att hon lovade att aldrig uttala sig offentligt om skilsmässouppgörelsen.
Några dagar innan skilsmässan vann laga kraft antogs förordningar som fastslog hur titelfrågor skulle hanteras efter kungliga skilsmässor. Enligt dessa förlorade Diana i samband med skilsmässan titeln kunglig höghet och skulle istället kallas Diana, prinsessa av Wales. Denna förändring i titulering bekräftades i en pressrelease från Buckingham Palace samma dag som skilsmässan gick igenom.
Buckingham Palace meddelade också att Diana även fortsättningsvis, som mor till de två prinsarna William och Harry, skulle betraktas som en medlem av kungafamiljen, detta bekräftades av medlemmar av drottningens personliga stab.

### Dianas liv efter skilsmässan
Efter skilsmässan bodde Diana kvar i Kensington Palace fram till sin död.
Diana försökte hitta kärleken på nytt, bland annat med hjärtkirurgen Hasnat Khan, som flera av Dianas närmaste vänner har kallat "hennes livs kärlek". Relationen med Khan upphörde dock efter två år i juni 1997.
Inom en månad hade Diana istället börjat träffa Dodi Fayed, son till mannen som hon gästade den sommaren, Mohamed Al-Fayed, ägare till varuhuset Harrods. Diana hade tackat ja till att gästa Fayeds familj i södra Frankrike.

## Dianas död

### Omständigheter

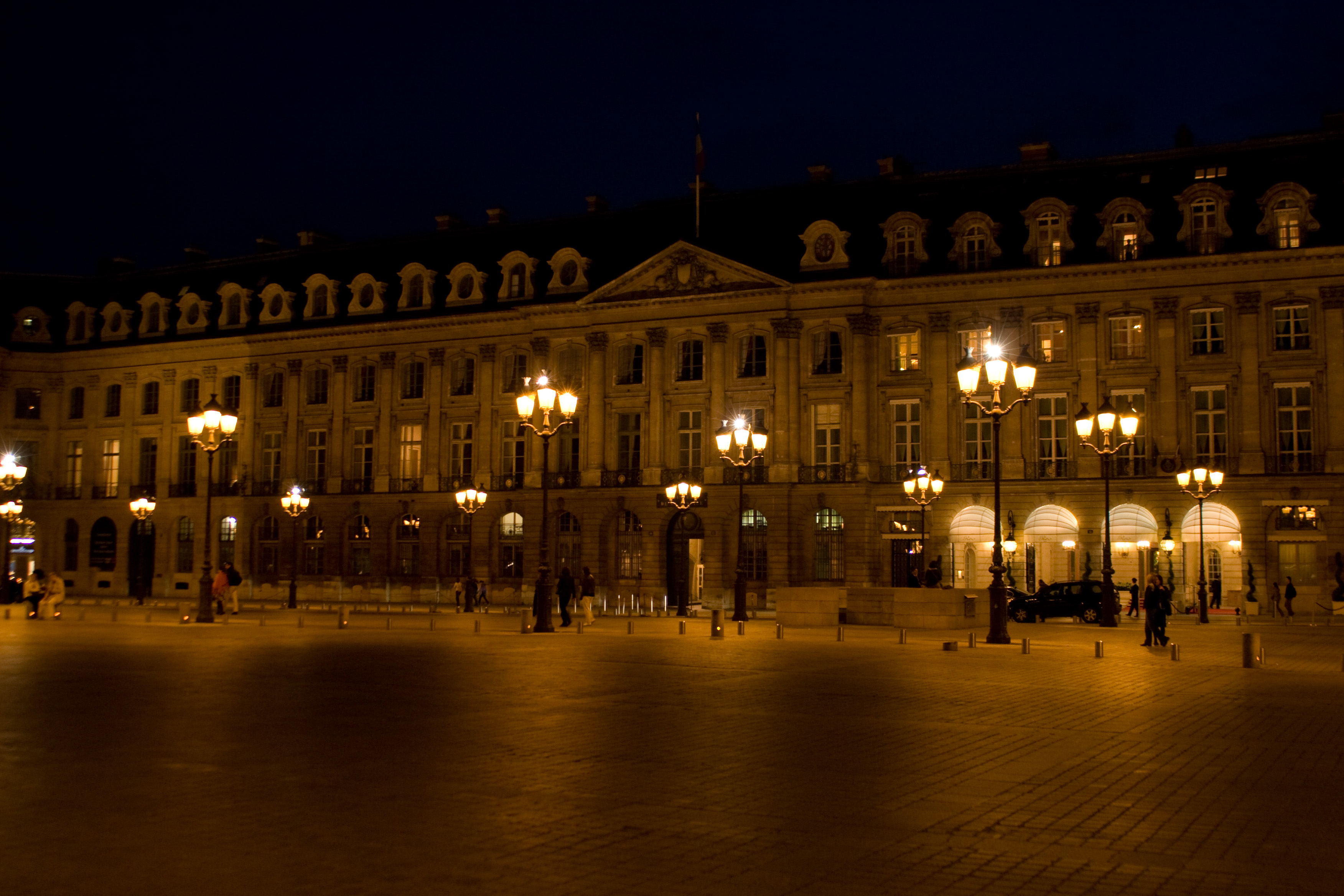
Hôtel Ritz Paris där Diana och Dodi Fayed åt middag före olyckan.

Den 31 augusti 1997 var Diana involverad i en bilolycka vid Pont de L'Alma-tunneln i centrala Paris tillsammans med den man som utpekats som hennes pojkvän, Dodi Fayed, deras chaufför Henri Paul, och Dodis livvakt Trevor Rees-Jones.
Sent på kvällen lördagen 30 augusti lämnade Diana och Fayed Hôtel Ritz vid Place Vendôme i Paris och färdades längs floden Seines norra bank. Kort efter midnatt den 31 augusti körde deras Mercedes-Benz S280 in i tunneln under Place de l'Alma (i dag : Place Diana), samtidigt som de förföljdes av nio franska paparazzi-fotografer i olika fordon och en motorcykelburen kurir.
Vid tunnelns början slog deras bil i den högra sidan av tunneln och flög över den tvåfiliga vägen över till vänstra sidan av tunneln och frontalkrockade med den trettonde pelaren som håller uppe taket. Medan prinsessan och hennes medpassagerare låg svårt skadade i bilvraket fortsatte fotograferna att ta bilder.
Dodi Fayed och chauffören dödförklarades båda direkt på platsen. Fayeds livvakt Trevor Rees-Jones var allvarligt skadad, men överlevde. Diana räddades, vid liv, från bilvraket och efter försök att stabilisera henne på platsen fördes hon med ambulans till Hospitalier Pitié-Salpêtrière, dit hon anlände strax efter klockan 02 på natten. Trots upprepade försök att rädda hennes liv, var hennes inre skador för omfattande. Två timmar senare, klockan 04 den morgonen, förklarade läkarna henne död. Klockan 05.30 meddelades pressen vid en presskonferens som hölls av Jean-Pierre Chevènement (Frankrikes inrikesminister), Michael Jay (Storbritanniens ambassadör i Frankrike) och läkaren.
Senare samma morgon besökte Frankrikes premiärminister Lionel Jospin, tillsammans med presidentfrun Bernadette Chirac och Frankrikes hälsominister Bernard Kouchner rummet där Dianas kropp låg för att visa sin sista vördnad för prinsessan. Därefter besöktes Diana även av Frankrikes anglikanske ärkediakon, fader Martin Draper.
Samma eftermiddag anlände Charles, prins av Wales och Dianas två systrar, Lady Sarah McCorquodale och Lady Jane Fellowes till Paris för att hämta Dianas kvarlevor. De tog sedan med sig Diana på hennes sista resa hem till England.

### Efterföljande händelser
Ett flertal rapporter i media har gjort gällande att bilen, som Diana färdades i, kolliderade med pelaren i en hastighet av 190 km/h, och att visaren på bilens hastighetsmätare hade fastnat i den positionen. Det utannonserades senare att bilens verkliga hastighet vid kollisionstillfället hade varit omkring 95–110 km/h. Bilen färdades i en avsevärt högre hastighet än tillåtna 50 km/h, avsevärt snabbare än vad som var lämpligt i Alma-tunneln. År 1999 kom en fransk utredning fram till att bilen hade kommit i kontakt med ett annat fordon (en vit Fiat Uno) i tunneln. Föraren till den bilen har, liksom bilen, aldrig återfunnits.
Utredarna kom fram till att kraschen var en olycka orsakad av den påverkade chauffören, när denne försökte undkomma förföljande paparazzi-fotografer i hög hastighet.
I november 2003 befanns fotograferna Christian Martinez och Fabrice Chassery, de som tog bilderna på Diana när hon låg skadad i bilvraket, och fotografen Jacques Langevin, som tog bilder på paret när de lämnade Hôtel Ritz, skyldiga till att ha brutit mot lagar om integritet i Frankrike.
I januari 2004 påbörjades en statlig utredning i London av Michael Burgess, en anställd vid det brittiska hovet. År 2006 kom en film ut som handlar om brittiska hovets agerande efter Dianas död, kallad The Queen.

### Veckan mellan dödsdagen och begravningen
Premiärminister Tony Blair hade precis tillträtt sin nya post när Diana omkom. Prinsessan Diana var en ikon för britterna och chockverkan av hennes död utlöste en våg av upprördhet och sorg samt starkt intresse från press och allmänhet. Högarna med blommor växte för varje timme utanför Buckingham Palace och framför allt vid Dianas officiella residens Kensington Palace i London. I ett tal kallade Blair Diana för "folkets prinsessa", vilket kom att bli mycket uppmärksammat. Drottningen och hennes familj och hov var samtidigt bortresta till Balmoral Castle, där Dianas söner sysselsattes med bland annat jakt för att inte behöva konfronteras med de offentliga reaktionerna på Dianas plötsliga död. Kungafamiljen intog under de första dagarna utåt en avvaktande hållning. Eftersom Diana hade skilt sig från tronföljaren prins Charles något år tidigare efter en mycket offentlig kris i äktenskapet var hennes ställning inom kungahuset något svårbestämbar och kungaparets tystnad uppfattades av många som kylig.
Drottningen återvände efter några dagar till London. Hon höll ett TV-tal och besökte också platsen framför Kensington Palace, där mängderna av blommor och ljus blockerade den ordinarie infarten. Diana jordfästes en vecka efter dödsfallet vid en högtidlig begravningsmässa i Westminster Abbey, vilken direktsändes via tv till stora delar av världen. Hennes stoft gravsattes på en ö i en oval damm vid familjen Spencers gods Althorp.
Även Dianas begravning omgärdades av stor uppmärksamhet. Vid begravningen spelade Elton John en specialversion av hans egen "Candle in the Wind". Ursprungsversionens hyllning av Marilyn Monroe hade här bytts ut mot Diana. Singeln som gavs ut med den nya versionen har därefter sålts i 33 miljoner exemplar.

## Tioårsminnet av Dianas död

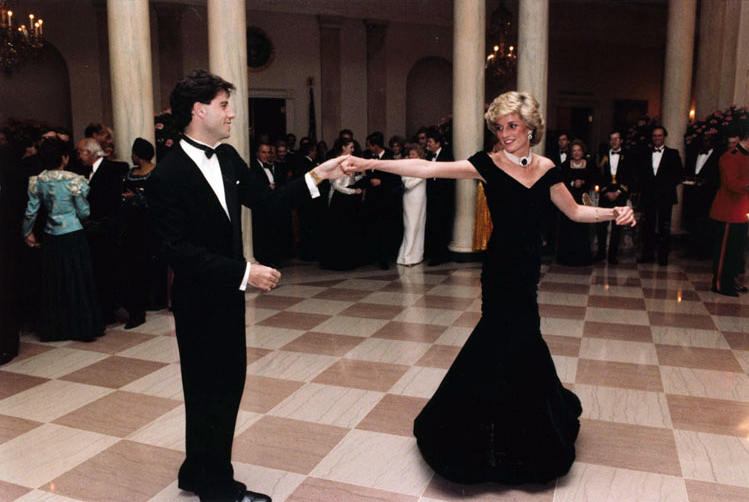
Minnet av prinsessan Diana lever kvar. Här en berömd bild av Diana där hon dansar med John Travolta.

Tio år efter Dianas död samlades ca 500 personer för att hedra hennes minne i kapellet inne på Wellington Barracks i centrala London. Värdar för ceremonin var hennes söner William och Harry. Kända gäster var bland andra drottning Elizabeth II, prins Charles, Gordon Brown, Tony Blair, Elton John samt familjen Spencer.
Noteras kan att Mohamed Al-Fayed inte var med vid ceremonin. Han hedrade offren genom en tyst minut på sina varuhus i stället. Al-Fayed har efter Dodis och Dianas död utpekat medlemmar av kungafamiljen som medskyldiga till den inträffade tragedin. I den rättsprövning av parets död som ägde rum 2007 i Storbritannien pekade Al-Fayed, genom sina advokater, ut prins Philip, hertig av Edinburgh, som lejd mördare. Man hävdade att denne fått order av säkerhetstjänsten att röja Diana och Dodi ur vägen. Denna anklagelse avvisades bestämt av rätten, med hänvisning till att inga som helst bevis för denna tes förelåg.
Det anordnades även en stor konsert till hennes ära, Concert for Diana, som direktsändes i tv i 140 länder.